# David Rohde

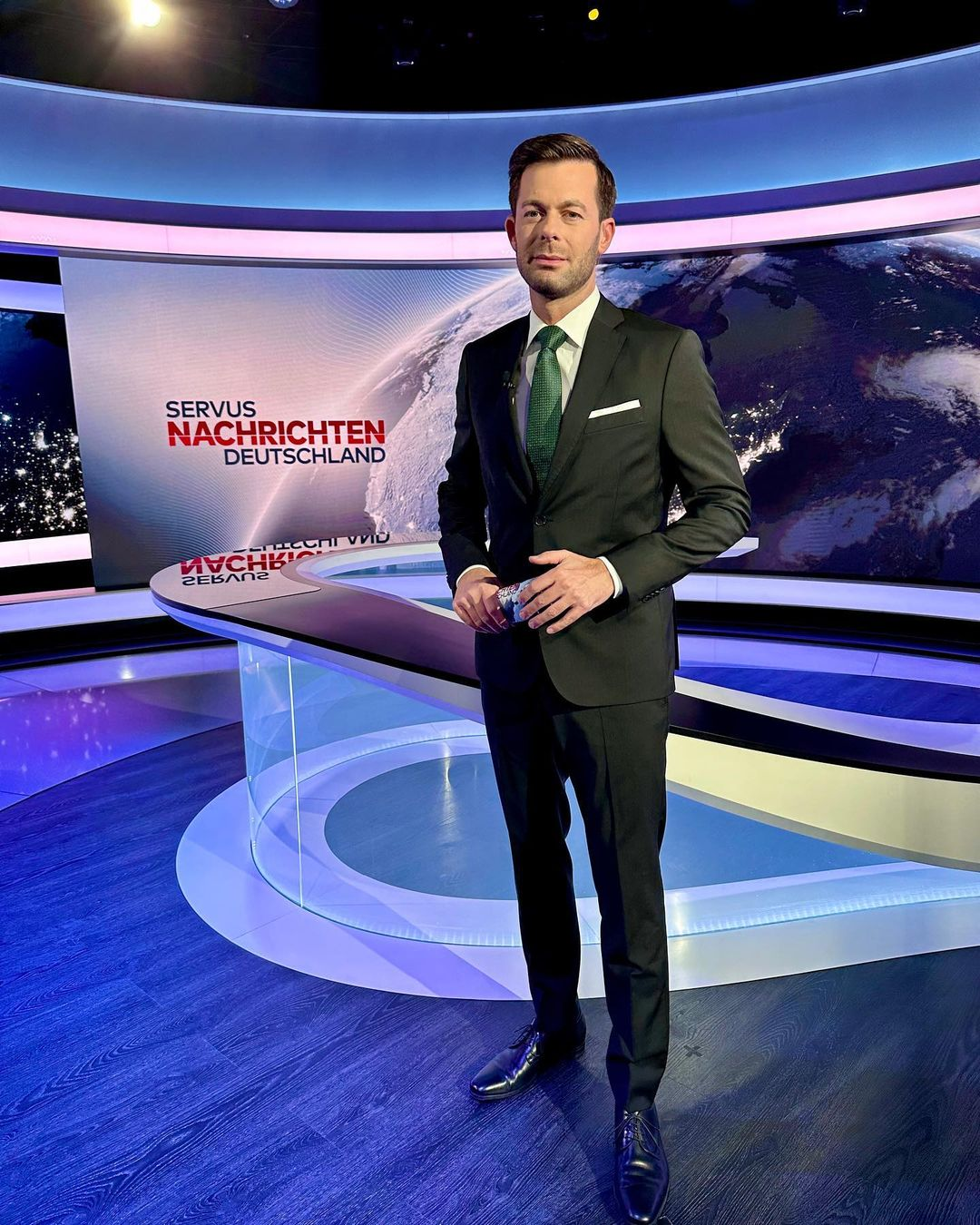
David Rohde im Studio von ServusTV

David Rohde (* 15. April 1980 in Husum) ist ein deutscher Moderator, Produzent, Journalist und Sprecher. Zuvor war er vor allem als Hörfunkmoderator tätig.

## Leben
David Rohde besuchte die Volksschule in Neuendettelsau und das Johann-Sebastian-Bach-Gymnasium in Windsbach. Das Gymnasium schloss er 1999 mit dem Abitur ab. Anschließend absolvierte er seinen Zivildienst im Diakoniewerk Martha-Maria in Nürnberg. Er studierte berufsbegleitend mehrere Semester Politikwissenschaften an der Fernuniversität Hagen. Das Studium schloss er jedoch nicht ab.

### Anfänge bei Tageszeitungen
Rohde sammelte schon zu Schulzeiten erste Erfahrungen in der Medienbranche. Als freier Mitarbeiter war er für die Fränkische Landeszeitung und die Nürnberger Nachrichten tätig.

### Hörfunk
1996 begann Rohde – ebenfalls neben der Schule – als freier Mitarbeiter beim Lokalsender Radio 8 in Ansbach. Dort moderierte er vor allem Sendungen an Wochenenden. Im Jahr 2000 absolvierte er ein einjähriges Volontariat. Anschließend moderierte er die Morningshow und die Nachmittagssendung. Zusätzlich zu seiner Tätigkeit bei Radio 8 übernahm er 2003 die Programmleitung bei Radio Galaxy Ansbach. Dabei war er neben der Moderation vor allem für den inhaltlichen und technischen Aufbau des Senders zuständig.
2006 wechselte er von Ansbach ins Funkhaus Nürnberg. Dort moderierte er bei Hit Radio N1 die Nachmittagsshow. Außerdem war er als Produzent für die Umsetzung von Werbespots, Comedy und On-Air-Design zuständig.
2007 ging Rohde als Programmleiter zu Donau 3 FM. 2012 war er Programmleiter bei der neuen Welle in Karlsruhe.
In nahezu der gesamten Zeit beim Hörfunk fungierte Rohde auch als Livereporter bei den Rennen der DTM.

### Fernsehen
Im Sommer 2010 ging David Rohde als Moderator zu Bundeswehr TV. Das Programm des Senders richtete sich in erster Linie an die deutschen Truppen in Afghanistan. Rohde moderierte ein tägliches Magazin. Außerdem sammelte er erste Erfahrungen in der Produktion von Reportagen.
2011 wechselte er zur Deutschen Presse-Agentur nach Berlin. Er arbeitete dort als Chef vom Dienst und Redakteur in der Videoredaktion. Daneben produzierte er für verschiedene Fernsehsender Reportagen und Nachrichtenbeiträge. Anfang 2013 begann er zusätzlich als Moderator und Autor für das Parlamentsfernsehen des Deutschen Bundestages zu arbeiten.
Seit 2019 ist David Rohde Moderator beim österreichischen Fernsehsender ServusTV. Er moderiert die Nachrichten für den deutschen Ableger des Senders. Außerdem ist er regelmäßig als Reporter im Einsatz. Seit 2021 moderiert er bei ServusTV zusätzlich zu den Nachrichten auch den wöchentlichen Polittalk Klartext. Die Sendung wird von Rohdes Firma Terminal D produziert.

### Produzent
Mit seinem Kollegen Björn Düß gründete er im Sommer 2015 seine Produktionsfirma Terminal D. Beide halten jeweils fünfzig Prozent an der Gesellschaft und sind auch gleichzeitig Geschäftsführer. Das Unternehmen realisiert Fernsehreportagen, Dreharbeiten für Fernsehnachrichten und Magazinsendungen, Imagefilme und Podcasts.

### Eventmoderator und Sprecher
Neben seiner Tätigkeit im Fernsehen ist Rohde regelmäßig Moderator bei Talkrunden und anderen Veranstaltungen. Außerdem ist er Sprecher für Werbespots im Hörfunk und im Fernsehen.

## Privates
David Rohde ist ledig und lebt in Berlin.

## Ehrenamtliches Engagement
Rohde ist Mitglied der Wirtschaftsjunioren Berlin. Im Jahr 2019 war er deren Präsident. Außerdem engagiert er sich im Ausschuss „Kreativwirtschaft“ der IHK Berlin.

## Auszeichnungen und Ehrungen
- 2007: Bayerischer Lokalrundfunkpreis, Kategorie „Kultur und Gesellschaft“
- 2010: LFK-Medienpreis, Kategorie „Werbung, Promotion, Crossmedia“ (Nominierung)